# اپیروبیسین
اپیروبیسین (به انگلیسی: Epirubicin) دارویی از دسته آنتراسیکلین‌ها است که برای شیمی درمانی مورد استفاده قرار می‌گیرد. می‌تواند در ترکیب با سایر داروها برای درمان سرطان پستان در بیمارانی که تحت عمل جراحی برداشتن تومور قرار گرفته‌اند، استفاده شود. این دارو با نام تجاری Ellence در ایالات متحده و Pharmorubicin یا Epirubicin Ebewe در جاهای دیگر توسط شرکت فایزر به بازار عرضه می‌شود.